# سارنیتسا
سارنیتسا شهری در استان پازارجیک کشور بلغارستان است که جمعیت آن در سال ۲۰۰۱ میلادی ۳٬۸۰۳ نفر بوده‌است.